# Нікольська сільська рада (Совєтський район)
Ніко́льська сільська рада (рос. Никольский сельский совет) — сільське поселення у складі Совєтського району Алтайського краю Росії.
Адміністративний центр — село Нікольське.

## Населення
Населення — 1009 осіб (2019; 1132 в 2010, 1328 у 2002).

## Склад
До складу сільської ради входять:
| Населений пункт  | Населення, осіб (2002) | Населення, осіб (2010) |
| ---------------- | ---------------------- | ---------------------- |
| Глинка, селище   | 178                    | 148                    |
| Колбани, село    | 291                    | 207                    |
| Нікольське, село | 859                    | 777                    |